# Пшемысл I
Пшемысл I Великопольский (пол. Przemysł I Wielkopolski; между 5 июня 1220 года и 4 июня 1221 года, Тшебница — 4 июня 1257 года, Познань) — князь Познанский в 1241–1257 гг., Гнезненский в 1241–1249  и 1250–1253 гг. и Калишский в 1244–1247 гг. и 1249–1253 гг.

## Биография
Старший сын великопольского князя Владислава Одонича и Ядвиги, которая вероятнее всего была дочерью Мстивоя I, князя Восточного Поморья (Померелии) (согласно другим версиям происходила из чешского рода Пржемысловичей).

### Возвращение Великой Польши
После смерти отца в 1239 году он вместе с братом Болеславом унаследовал часть Великопольского княжества (Уйсьце и Накло). В 1241, после гибели вроцлавского князя и князя-принцепса Польши Генриха II Набожного в битве при Легнице, Пшемысл и его брат Болеслав отобрали у его сына Болеслава II Рогатки Познань и Гнезно.
В 1242 году Пшемысл отобрал у Болеслава Рогатки города Збоншинь и Мендзыжеч. Воспользовавшись занятостью Пшемысла на востоке, померельский князь Святополк II в 1243 году захватил пограничный город Накло, однако Пшемысл I быстро вернул его. 
Несмотря на военные успехи в противостоянии с Болеславом Рогаткой, Пшемысл решил примириться с силезскими Пястами и в 1244 году женился на его сестре Елизавете. После этого троюродный брат Болеслава Владислав Опольский, лишившийся какой-либо поддержки, был вынужден оставить Калиш, что означало практически полное возвращение под контроль Пшемысла Великой Польши. Вне его контроля оставались только город Санток, возвращенный в 1247 году, и Велюньская земля, отобранная у Владислава Опольского в 1249 году.

### Борьба с внутренней оппозицией и силезскими князьями
В 1247 году великопольское дворянство уговорило Пшемысла выделить его брату Болеславу в самостоятельное управление Калишское княжество. Год спустя Пшемысл разгромил оппозицию, заключив в тюрьму ее лидера, кастеляна Познани Томаса Наленчува и его сыновей. Пшемысл I освободил их в 1250 году, когда он был вовлечен в конфликт между Болеславом Рогаткой и его братом Конрадом, женатым на сестре Пшемысла  Саломее. Вмешательство великопольского князя помогло Конраду в 1251 году заполучить город Глогув с территорией в качестве собственного княжества.
В 1249 году Пшемысл I снова обменялся владениями со своим братом, отдав ему Гнезно и забрав себе Калиш. В 1250 году по неизвестным причинам между братьями возник конфликт, в результате которого Пшемысл приказал арестовать Болеслава, став таким образом правителем всех трех княжеств Великой Польши. Только на Пасху 1253 года, после вмешательства церкви, братья примирились, и Болеслав получил Гнезненское и Калишское княжества. В том же году Пшемысл перенес свою столицу Познань на левый берег реки Варта и начал строить там княжеский замок.
С 1250-х годов Пшемысл I стал тесно сотрудничать со своим шурином Конрадом I Глогувским и в 1251 году выдал свою сестру Евфимию замуж за князя Владислава Опольского. В том же году Пшемысл Великопольский напал на земли вроцлавского князя Генриха III Белого, его войска шли уничтожая всё на своём пути. Они разорили также земли епископа вроцлавского, за что князь был отлучён от церкви. Отлучение сняли только после того, как Пшемысл возместил убытки. В сентябре этого же года Пшемысл совместно с братом Болеславом и Конрадом I Глогувским снова напал на Генриха Белого, не трогая в этот раз церковные владения.

### Противостояние экспансии Бранденбурга
Одной из наиболее острых проблем на всём протяжении правления Пшемысла I была политика сдерживания экспансии маркграфства Бранденбург на западе. Хотя ему удалось отбить все нападения бранденбургских войск (на Санток в 1247 году, Збоншинь в 1251 году и Дрезденко в 1252 году), ситуация на западной границе оставалась напряженной. 
Чтобы решить эту проблему, в 1254-1255 годах Пшемысл I попытался установить более теплые отношения с бранденбургской ветвью домом Асканиев путем помолвки своей старшей дочери Констанции с Конрадом, сыном маркграфа Бранденбургского Иоганна I (брак был заключен уже после смерти Пшемысла I в 1260 году). Однако этот шаг стал политическим промахом Пшемысла I, поскольку позднее бранденбургские правители использовали этот брак как основание для притязаний на западную часть Великой Польши как части Ноймарка.

### Отношения с церковью
Политика Пшемысла I была основана на тесном сотрудничестве с церковью, особенно с епископами Познани Богухфалом II и Богухфалом III, что вызывало недовольство рыцарства. В 1244 году великопольские дворяне восстали и попытались добиться отмены судебного и налогового иммунитета, предоставленного познанским епископам князем Владиславом Одоничем. Пшемысл сначала удовлетворил эти требования, но в 1252 году восстановил прежние привилегии и даже расширил их.
8 мая 1254 года Пшемысл принял участие в национальном съезде князей Пястов в Кракове, который был созван для канонизации святого Станислава. На съезде присутствовали Болеслав Набожный, Казимир I Куявский, Владислав Опольский и Болеслав V Стыдливый. Установление дружеских контактов с его родственниками оказалось полезным год спустя, когда померельский князь Мстивой II захватил город Накло. Тем не менее последующие военные действия оказались не очень успешными для Пшемысла, и он смог вернуть Накло только в 1256 году после уплаты 500 гривен серебра.
Пшемысл I скончался 4 июня 1257 года в Познани и был похоронен в местном соборе Святых Петра и Павла.

## Семья  и дети
В 1244 году Пшемысл I Великопольский женился на Елизавете (Эльжбете) Вроцлавской, дочери князя-принцепса Польши Генриха II Набожного. От этого брака родилось пятеро детей:
- Констанция (1245/1246 — 8 октября 1281), жена Конрада I, маркграфа Бранденбургского
- Евфросинья (1247/1250 — 17/19 февраля 1298), аббатиса монастыря Святой Клары в Тшебнице
- Анна (1253 — после 26 июня 1295), аббатиса монастыря в Овинске
- Евфимия (1253 — 5 сентября 1298), монахиня монастыря Святой Клары в Вроцлаве
- Пшемысл II (14 октября 1257 — 8 февраля 1296), князь великопольский, князь-принцепс и король Польши